# كاثرين براش
كاثرين براش (بالإنجليزية: Katharine Brush)‏ (15 أغسطس 1902 - 10 يونيو 1952)؛ روائية أمريكية.